# Высота

Высота (расстояние) - это вертикальное расстояние от некоторого уровня до объекта.

Высота (размер) - это вертикальный размер объекта.

Измерения:
L — длина,
B — ширина,
H — высота

Высота́ — измерение объекта или его местоположения, отмеряемое в вертикальном направлении.
В толковом словаре Ушакова определена как «Протяжение снизу вверх, вышина. || (мн. только спец. науч.). Расстояние от земной поверхности, измеряемое по вертикальной линии снизу вверх. ». В словаре Ефремовой даются следующие определения: "1. Протяженность чего-л. снизу вверх; вышина.
2. Расстояние от земли или иной поверхности до чего-л. (по вертикальной линии). // Положение, уровень расположения какой-л. точки на земной поверхности относительно уровня моря.". Аналогичное разделение значений имеется и в словарях Ожегова, Кузнецова, Ефремовой.

## Расстояние до предмета или точки по вертикали

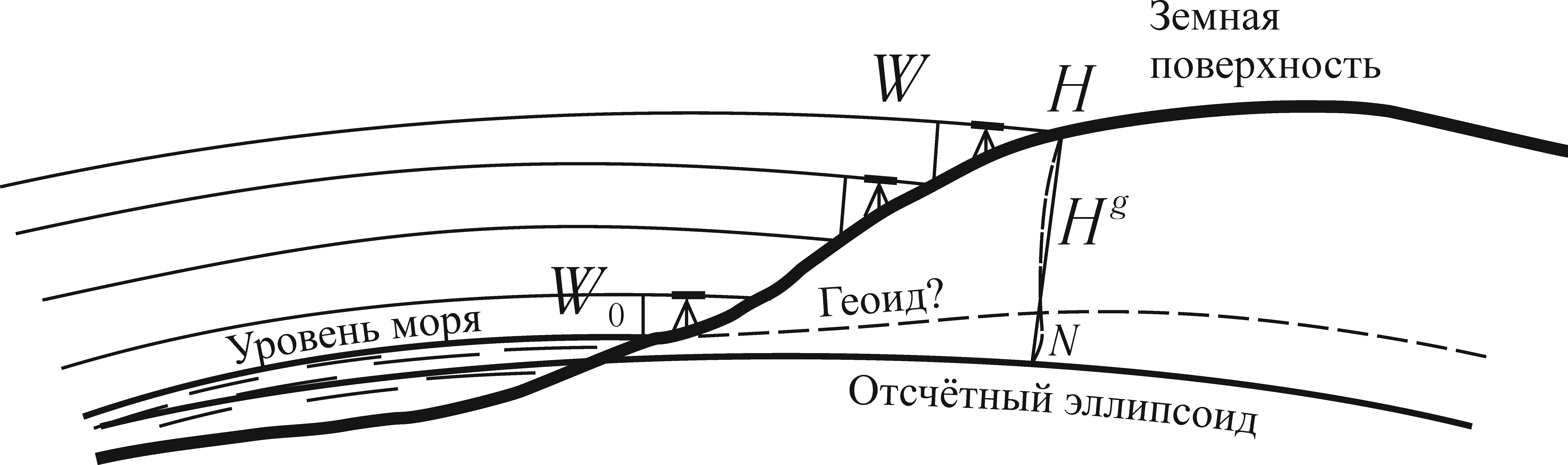
Высота земной поверхности над уровнем моря

- Высота в географии, топографии и геодезии может измеряться от разных уровней отсчёта:
  - абсолютная высота отсчитывается от уровня моря или геоида;
  - относительная высота (превышение) отсчитывается от какого-либо условного уровня;
  - геодезическая (эллипсоидальная) высота — высота относительно референц-эллипсоида.
- геопотенциальная высота — вертикальная координата, связанная с геопотенциалом. Как и абсолютная геометрическая, отсчитывается от уровня моря, однако немного расходится с ней из-за изменения силы тяжести в зависимости от высоты и широты;
- барометрическая высота — рассчитанная по атмосферному давлению (равна высоте, на которой стандартная атмосфера имеет давление, равное измеренному)[3].
- В авиации:
  - Высота полёта.
- В геометрии:
  - высота треугольника — перпендикуляр, опущенный из вершины треугольника на противоположную сторону или прямую, совпадающую с противоположной стороной
  - высота призмы, цилиндра, шарового слоя усеченных параллельно основанию пирамиды или конуса — расстояние между верхним и нижним основаниями[4].

## Высота в строительстве
Строительные сооружения, у которых высота значительно превышает оба других измерения, называются высотными сооружениями и разделяются на башенный и мачтовый типы.

## Безопасная высота на производстве
Безопасная высота на производстве — одно из понятий техники безопасности. Если неограждённый перилами перепад горизонтальных поверхностей превышает безопасную высоту, то проведение работ требует выполнения дополнительных условий, как то: медицинский допуск и применение специального снаряжения.